# Crash
Crash — викопний бандикут, відомий за міоценовою скам'янілістю зі Всесвітньої спадщини Ріверслі на північному сході Австралії.

## Таксономія
Родова назва Crash стосується однойменного персонажа франшизи відеоігор Crash Bandicoot. Видова назва bandicoot вказує на схожість на сучасних бандикутів. Наразі виявлено один вид.

## Опис
Голотип і єдиний відомий зразок — це зріз правої верхньої щелепи тварини з залишками інтактних молярів M1–M3 та альвеол четвертого моляра. За оцінками, маса тіла становила приблизно 1 кілограм.

## Середовище проживання
Приблизно 15 млн років тому вологий тропічний ліс панував у районі Ріверслі.